# Hutthurm
Hutthurm település Németországban, azon belül Bajorországban. Lakosainak száma 6412 fő (2023. december 31.). Hutthurm Witzmannsberg, Neukirchen vorm Wald, Ruderting, Salzweg, Büchlberg, Röhrnbach és Fürsteneck községekkel határos.

## Népesség
A település népessége az elmúlt években az alábbi módon változott:
| Lakosok száma | 644  | 2121 | 4398 | 4935 | 5868 | 5864 | 5927 | 6126 | 6228 | 6412 |
|               | 1875 | 1950 | 1975 | 1987 | 2012 | 2014 | 2016 | 2017 | 2021 | 2023 |